# Acerophagus flavus
Acerophagus flavus är en stekelart som beskrevs av Rosen 1969. Acerophagus flavus ingår i släktet Acerophagus och familjen sköldlussteklar.
Artens utbredningsområde är Jamaica. Inga underarter finns listade i Catalogue of Life.